# Satyrus chumbica
Satyrus chumbica är en fjärilsart som beskrevs av Moore 1893-1896. Satyrus chumbica ingår i släktet Satyrus och familjen praktfjärilar. Inga underarter finns listade.